# Mike Small
Pour les articles homonymes, voir Small.
Michael Anthony Small, né le  2 mars 1962 à Birmingham (Angleterre), est un joueur de football au poste d'attaquant.
Small commence sa carrière professionnelle à Luton Town en 1981 où il est utilisé comme remplaçant. Il est prêté la saison suivante à Peterborough United mais ne s'y impose pas non plus. Il part alors pour le championnat des Pays-Bas en 1983 rejoindre le Go Ahead Eagles. Après être passé par les championnats belge et grec, il revient en Angleterre en 1990 au Brighton and Hove Albion qui évolue en deuxième division. Il n'y reste qu'une saison puis rejoint West Ham qui vient d'être promu en Premier League. L'équipe termine dernière et redescend en First Division après sa saison 1991-1992. Alors qu'elle remonte en Premier League un an plus tard, Small est prêté à des clubs de deuxième division. Il passe à Stevenage Borough, petit club de Football Conference. Il finit sa carrière en Irlande.

## Carrière
- 0-1981 : Bromsgrove Rovers  Angleterre
- 1981-1983 : Luton Town  Angleterre (4 matchs pour aucun but)
- → 1982-1983 : Peterborough United  Angleterre (4 matchs pour 1 but) (prêt)
- 1983-1984 : Go Ahead Eagles  Pays-Bas
- 1984-1986 : Standard de Liège  Belgique
- → 1985-1986 : NAC Breda  Pays-Bas (23 matchs pour 2 buts) (prêt)
- 1986-1987 : Go Ahead Eagles  Pays-Bas
- 1987-1989 : Vitesse Arnhem  Pays-Bas
- 1989-1990 : PAOK Salonique  Grèce (31 matchs pour 9 buts)
- 1990-1991 : Brighton and Hove Albion  Angleterre(39 matchs pour 13 buts)
- 1991-1994 : West Ham United  Angleterre (49 matchs pour 13 buts)
- →1993-1994 : Wolverhampton Wanderers  Angleterre (3 matchs pour 1 but) (prêt)
- →1994 : Charlton Athletic  Angleterre (2 matchs pour aucun but) (prêt)
- 1994 : Stevenage Borough  Angleterre
- 1994-1995 : Sligo Rovers  Irlande
- 1994-1995 : Derry City  Irlande